# Список экорегионов ЮАР
Ниже приведён список экорегионов в Южно-Африканской Республике, о чём свидетельствует Всемирный Фонд дикой природы (ВФП).

## Наземные экорегионы
по основным типам местообитаний

### Тропические и субтропические влажные широколистные леса
- Горные леса Найсна-Аматоле
- Прибрежные леса Квазулу-Кейп
- Прибрежные леса Мапуталенда
- Прибрежные леса Южного Занзибара-Иньямбане

### Тропические и субтропические луга, саванны и кустарники
- Акациевые и коммифорные редколесья Калахари
- Бушвелд
- Редколесья Замбези и Мопане

### Горные луга и кустарники
- Высокогорные луга и леса Драконовых гор
- Горные луга и леса Драконовых гор
- Луга Высокого Велда
- Заросли и кустарники Мапуталенда-Пондоленда

### Средиземноморские леса, редколесья и кустарники
- Заросли Олбани
- Низинный финбош и реностервельд
- Горный финбош и реностервельд

### Пустыни и засухоустойчивые кустарники
- Калахари
- Пустыня Карру
- Суккуленты Карру

### Тундра
- Тундра островов Южно-Индийского океана

### Мангры
- Южно-африканские мангры

## Пресноводные экорегионы
по биорегиону

### Замбези
- Калахари
- Низкий Велд Замбези

### Южный умеренный
- Нагорье Аматоле-Винтерберг
- Cape Fold
- Нагорье Малоти-Драконовых гор
- Кару
- Южное Калахари
- Южный умеренный Высокий Велд
- Западная Оранжевая

## Морские экорегионы
- Namaqua
- Агульяс
- Natal
- Острова Принца Эдуарда

## См. Также
- Биомы Южной Африки